# Олга Папеш
Олга Конева-Папеш (на македонска литературна норма: Олга Папеш) е архитектка от Република Македония, представител на бруталисткия стил.

## Биография
Родена е на 18 септември 1936 година във Велес, тогава в Кралство Югославия. В 1969 година завършва Архитектурния отдел на Техническия факултет на Белградския университет при професор Милан Злокович и след това започва работа в новосформираното проектантско бюро „Бетон“. Участва в проектирането на Автотурист, Маханика, фабрика „Биляна“, Цементара и Железара.
След Скопското земетресение от 1963 година се включва активно във възстановяването на града. Участва в екипа, изградил Сградата на Националната и университетска библиотека „Свети Климент Охридски“, начело с Петър Муличковски, в този на сградата на Македонската радио-телевизия, начело с Кирил Ацевски, в изграждането на Телевизионните студиа 5 и 6, в проекта за Комплекс банки, начело с Радомир Лалович (1968), в изграждането на Музикално-балетния училищен център и след това на Театралната сграда (1971 - 1978). В 1978 година е назначена за ръководител на архитектурната група в Института за изследване и проектиране Бетон. В началото на 1981 годинастава ръководител на Координационното тяло за архитектурно-строителната част на проектите в Мисурата, Либия.
Папеш е авторка и на три жилещни комплекса на улица „Рузвелтова“ в Скопие, на жилищна сграда на улица „Иво Лола Рибар“ на ГП „Бетон“, комплекс от жилищни къщи К1 и К2 край Млечния ресторант, жилищна кула с анекс супер маркет в Кичево, жилищен комплекс за Струга (4 ламели), жилищни обекти в Охрид, Битоля, Дебър и Кочани.
В 2010 година получава наградата за цялостно архитектурно творчество „Андрей Дамянов“.
Умира в 2011 година.